# Bloempot (Oost-Vlaanderen)
Bloempot is een gehucht op de grens van Verrebroek (deelgemeente van Beveren-Kruibeke-Zwijndrecht) en Meerdonk (deelgemeente van Sint-Gillis-Waas) in de Belgische provincie Oost-Vlaanderen. Het gehucht ligt 1 km ten oosten van het dorpscentrum van Meerdonk en 2 km ten noordwesten van het dorpscentrum van Verrebroek. Het ligt rond de Bloempotstraat en de Kloosterstraat. Er is vooral bebouwing aan de kant van Meerdonk en vooral landbouwgrond aan de kant van Verrebroek. De Bloempotstraat leidt in het noorden naar Kieldrecht en in het zuiden naar Sint-Gillis. De Bloempotstraat in het oosten leidt naar het centrum van Verrebroek. De Kloosterstraat leidt naar Meerdonk. Een kilometer ten zuidoosten ligt het gehucht Zwaantje.

## Geschiedenis
Op 23 april 1648 werd hier de chirurg Philip Verheyen geboren.
De Ferrariskaart uit de jaren 1770 toont hier reeds bebouwing, maar zonder aanduiding van een toponiem. Op de Atlas der Buurtwegen uit 1841 wordt het gehucht Bloempot aangegeven, met vooral bebouwing op grondgebied Meerdonk. De Vandermaelenkaart uit het midden van de 19de eeuw toont eveneens het gehucht Bloempot.

## Bezienswaardigheden
- Het geboortehuis van chirurg Philip Verheyen. Het huidige boerenhuis werd in de 20ste eeuw grotendeels vernieuwd, maar in de gevel werd nog een gedenksteen ingemetseld.

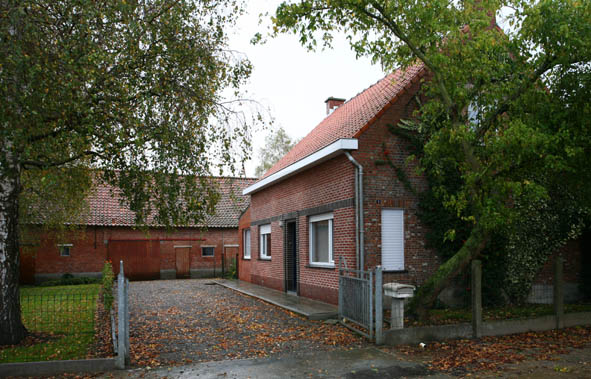
Geboortehuis Philip Verheyen

Deelgemeenten: Bazel · Beveren · Burcht · Doel · Haasdonk · Kallo · Kieldrecht · Kruibeke · Melsele · Rupelmonde · Verrebroek · Vrasene · Zwijndrecht

Overige dorpen en gehuchten: Beestenhoek · Bloempot · De Bank · Doorn · Es · Gaverland ·  Geslecht · Groot Laar · Halve Maan · Hoogeinde · Hoogstraat · Kalishoek (Doel) · Kalishoek (Melsele) · Kemphoek · Klein Laar · Melseledijk· Mosselbank (Haasdonk) · Mosselbank (Vrasene) · Nieuwe Parochie · Ouden Doel · Oudendijk · Ponjaard · Prosperpolder · Puiput · Rapenberg · Rapenburg · Saftingen · Sint-Antoniushoek · Smoutpot · Stenen Kruis · Tijskenshoek · Vendoorn · Verrebroekse Blikken · Vijfstraten · Vliegenstal · Voshoek · Westakkers · Wilden Haan · Zillebeek · Zwaantje

Belgische gemeenten · Arrondissement Sint-Niklaas · Oost-Vlaanderen · Vlaanderen